# Дніпропетровська обласна універсальна наукова бібліотека імені Первоучителів слов'янських Кирила і Мефодія
Дніпропетровська обласна універсальна наукова бібліотека імені Первоучителів слов'янських Кирила і Мефодія — найбільша наукова бібліотека міста Дніпра. Заснована 22 травня 1834 року як Катеринославська публічна бібліотека. Сучасна назва з 1993 року. Фонд універсальний 2,7 млн примірників.

## Історія
9 (22) травня 1834 року в будинку Дворянських зборів було урочисто відкрито Губернську публічну бібліотеку. Підґрунтям до заснування бібліотеки був урядовий циркуляр «О заведениях в губерниях публичных библиотек для чтения», розісланий у 1830 році в усі губернії. На день відкриття фонд бібліотеки становив лише близько 200 книг і газет, що розташовувалися в будинку Дворянських зборів, який до сьогодні не зберігся.
1839 року в будинку Дворянських зборів сталася пожежа і фонд бібліотеки згорів. Тільки через чотири роки, 8 травня 1843 року бібліотека відновила свою роботу. Згідно відомостей газети «Єкатеринославські губернські відомості», на повторне відкриття публічної бібліотеки меценатами зібрано 634 руб. 64 коп. Після відновлення бібліотеки обслуговування читачів здійснювалося в понеділок і четвер з 15-ї до 20-ї годин, а платня за користування абонементом становила 4 руб. на рік.
Внаслідок революційних подій 1848 року в Західній Європі посилилися утиски представників інтелектуальних кіл Російської імперії насамперед у провінції. Одним з наслідків цієї політики стало закриття в 1851 році Катеринославської публічної бібліотеки. На момент її закриття бібліотечний фонд налічував 2870 книжок.
У 1859 р. здійснено чергову спробу відродження губернської публічної бібліотеки, що почала діяти в читацькому кабінеті першої в Катеринославі книгарні В. П. Ульмана. Її фонд було організовано на основі частково збережених фондів попередньої бібліотеки. На момент відкриття бібліотечний фонд нараховував 546 книжок, а 1861 р. – вже 1552 книжки. Плата за вхід до кабінету становила 10 коп., читацький абонемент коштував на рік – 10 руб., на півроку – 6 руб., на місяць – 1 руб. 50 коп., за прочитання книжки – 50 коп., застава – 5 руб. Надалі фонд бібліотеки почав зменшуватися і в 1866 р. становив 1443 томів, а в 1867 р. – 1225. Спершу зацікавлений в бібліотеці В. Ульман, згодом втратив інтерес до її діяльності, що стало однією з причин припинення функціонування книгозбірні в 1880-х рр. 
Оновлена громадська бібліотека, що отримала статус міської, почала функціонувати 14 листопада 1889 р. Її фонди було розташовано в будинку Міської управи, побудованого в стилі ренесансу архітектором Д. С. Скоробогатовим. Це була триповерхова будівля з пілястрами на другому і третьому поверхах, із шістьма шатрами, на високому цоколі утвореному за рахунок крутого схилу.
У 1902 р. бібліотека отримала власне приміщення на сучасній вул. Володимира Мономаха, 3. Це був двоповерховий, кам"яний будинок із великим підвалом, побудований у 1840–1850-х рр. Фасад першого поверху будинку було оздоблено високим рустованим цоколем, а центральну частину – пілястрами. Спочатку будинок функціонував як житловий, а в 1901 р. у зв'язку з перепрофілюванням і запланованим відкриттям тут банківської установи, було розпочато його капітальну перебудову. Головний фасад будинку докорінно перероблено й оздоблено пишною ліпниною. До лівої частини споруди, на місці старого входу й проїзду в двір, зроблено прибудову для вестибюля й парадних сходів. На першому поверсі створено операційну залу й невелику сейфову кімнату з вогнетривкими перекриттями, на другому поверсі – кабінети. Проте ще до завершення реконструкції банк було оголошено банкрутом. У зв'язку з клопотанням Ради Катеринославської міської громадської бібліотеки про відсутність спеціалізованого бібліотечного приміщення й необхідність його будівництва, Міською думою було вирішено перепродати будівлю збанкрутілого банку бібліотеці. Саме бібліотека в 1903 р. завершила розпочату банком реконструкцію. Колишня операційна зала й прилеглі до неї кабінети були перероблено в читальну залу й книгосховище. На другому поверсі розташовано квартиру директора й службові приміщення. Книгосховище займало частину підвалу, тут же розміщувалася невелика крамниця, що здавалася в оренду.
У зв'язку зі збільшенням кількості бібліотечного фонду бібліотека потребувала розширення, тому в середині 1920-х рр. було виділено ще одне приміщення для бібліотеки на сучасній вул. Володимира Вернадського. З 1925 р. до початку Другої світової війни бібліотека перетворилася у великий культурно-освітній заклад міста й області. Її фонди налічували 650 тис. книжок, і 300 газетних підшивок, щорічно 40 її працівників обслуговували понад 10 тис. читачів. Будівля, зведена за проєктом катеринославського губернського архітектура Ф. Ф. Булацеля, була повністю зруйнована в 1943 році.
7 листопада 1943 року бібліотека відкрилася для відвідувачів з фондом близько 10 000 томів. 1958 року бібліотека переїхала у нове приміщення на вул. Савченка, 10. На 1963 рік книжкові фонди бібліотеки досягають свого довоєнного рівня.
У 1986 р. відділ абонемента розташовано у двоповерховій будівлі на сучасній вул. Старочумацькій, 78, а в 1988 р. в користування бібліотеці надано два поверхи в приміщенні історичного міського музею на сучасній вул. Дмитра Яворницького, 18.
1989 року в бібліотеці було створено краєзнавчий відділ, в 1990 — сектор рідкісної книги, 1992 року — відділ періодики, а 1995 року — сектор комп'ютеризації (з 2000 — відділ автоматизації бібліотечних процесів). З 1992 року бібліотека веде електронний каталог. У роки незалежності фонд бібліотеки досяг позначки 2,7 млн одиниць зберігання.

### Хроніка розвитку ДОУНБ під час директорства Зінаїди Рижкової
- У 1975 р. — Співробітники Дніпропетровської обласної бібліотеки ї взяли участь у проведенні науково-практичної конференції з питання централізації бібліотек Дніпропетровської області. — У краєзнавчому кабінеті проведено перший «Краєзнавчий четвер». Перше засідання було присвячено майбутньому 200-річчю м. Дніпропетровська. — Введено в експлуатацію електрографічний копіювальний апарат (ЕГКА). — З метою поліпшення якісного складу книжкового фонду бібліотек області та більш ефективного використання обласного обмінного фонду, а також у зв'язку з підготовкою до централізації мережі державних масових бібліотек і розгортання системи депозитарного зберігання літератури та налагодження координування з бібліотеками інших систем і відомств у структурі бібліотеки створено новий відділ — Обмінно-резервний фонд. — Кабінет краєзнавчої літератури починає отримувати обов'язковий примірник місцевих видань і формувати фонд «Місцевий примірник». Паралельно створюється картотека «Місцевий примірник». — Бібліотека починає брати участь у проведенні місцевих свят книги. — Бібліотека організовує роботу з проведення централізації бібліотек області. Завершиться ця робота у 1979 р.
- У 1976 р.- Організовано відділ літератури іноземними мовами.
- У 1977 р.- На підставі листа Міністерства культури УРСР створений відділ літератури з мистецтва. — Довідково-бібліографічний відділ завершив роботу над російськомовним виданням «Історія міст і сіл Української РСР. Дніпропетровська область».
- У 1978 р.- У зв'язку з низкою змін, які відбулись із введенням нових правил бібліографічного опису, розроблені плани з підвищення як працівників бібліотеки, так і бібліотекарів області, організовані практичні заняття для покращення засвоєння нових правил опису. — Створено три зали обслуговування у відділі читальних залів: зала обслуговування фахівців народного господарства, зала обслуговування студентської молоді, зала обслуговування наукових працівників. — При довідково-бібліографічному відділі організовано сектор краєзнавчої бібліографії, який мав свій спеціалізований фонд, довідковий апарат, готував та видавав бібліографічні посібники до 1989 р.
- У 1979 р.- Бібліотеки Дніпропетровської області перейшли на нові правила бібліографічного опису у відповідності з діючими державними стандартами (ГОСТ-7.1-76, 7.12-77, 1743-76).
- У 1980 р.- При бібліотеці створений університет культури, в межах якого проводилась робота з підвищення кваліфікації фахівців бібліотек усіх систем і відомств.
- У 1981 р.- До 50-річчя утворення Дніпропетровської області сектор краєзнавчої бібліографії при ДБВ завершив багаторічну роботу над науково-допоміжним покажчиком «Історія міст і сіл Дніпропетровської області».
- У 1982 р.- У відповідності до плану обласного управління культури з метою підвищення кваліфікації відбувся черговий обласний конкурс бібліотечних працівників "Кращий за професією.
- У 1983 р.- Для покращення обслуговування фахівців культури і мистецтва об'єднані відділ інформації з питань культури та мистецтв і відділ мистецтв. Відділ названо — відділ обслуговування фахівців культури та мистецтва. — У відділі читальних залів почали працювати читацькі клуби за інтересами: «Прем'єра книги», «Літературна вітальня», "Клуб афористики «Золоті розсипи», «Інтернаціоналіст».
- У 1984 р. 22.05. — Бібліотека відзначила 150-річчя від дня заснування.
- У 1985 р. — Відбулися деякі кадрові зміни.
- У 1986 р. — Була проведена робота з евакуації фонду у зв'язку з аварійним станом бібліотеки за адресою К. Маркса-103.
- У 1987 р.- Бібліотека перейшла на класифікацію нових надходжень літератури за класифікаційними таблицями ББК. — До структури ДБВ введений сектор інформації з питань культури та мистецтва. Щомісяця видавалася «Хроніка культурного життя області».
- У 1988 р.- За розпорядженням обласної ради народних депутатів бібліотека отримала два поверхи у приміщенні К. Маркса-18.
- У 1989 р. — Створений відділ технічної та сільськогосподарської літератури (у подальшому — відділ обслуговування фахівців народного господарства).
- У 1990 р.- Сектор рідких фондів став самостійним структурним підрозділом.
- У 1991 р.- Відбулися деякі кадрові зміни.
- У 1992 р.- Розроблена перша Програма комп'ютеризації ДОУНБ (1992—1995 рр.). Розпочалася комп'ютеризація бібліотечних процесів.
- У 1993 р.- Співробітники бібліотеки почали створювати електронний каталог на нові книжкові надходження. — Розпочалася співпраця з фундацією «Сейбр-Світло», яка подарувала бібліотеці понад 3,5 тис. примірників оригінальних зарубіжних видань іноземними мовами з різних дисциплін.
- У 1994 р.- Співробітники відділу краєзнавства почали готувати для Національної Парламентської бібліотеки щотижневі прес-огляди по Дніпропетровщині «Події. Факти. Коментарі».
- — Відбулася зміна директора бібліотеки. З. М. Рижкова звільнена від обов'язків директора бібліотеки. Призначена на посаду директора бібліотеки Н. М. Тітова.

## Відзнаки бібліотеки
- — 17.04.1978 р. — У відповідності до постанови обласного НТТ СГ (Науково-технічного товариства сільського господарства) колектив бібліотеки відзначений грошовою премією за організацію та активне проведення обласного громадського огляду з використання довідково-інформаційних фондів бібліотек у довідково-бібліографічному та інформаційному обслуговуванні фахівців сільського господарства області.
- — 22.05.1984 р. — Бібліотеку нагороджено Почесною грамотою Президії Верховної Ради УРСР з нагоди 150-річчя від дня заснування бібліотеки.
- — У 1984 р. — Колектив бібліотеки нагороджено дипломом за досягнення високих результатів у Всесоюзному огляді культури виробництва і стану охорони праці в 1983 р.
- — 08.12.1985 р. — За результатами огляду роботи бібліотек та відділів колектив бібліотеки зайняв 1 м. Відзначений дипломом та грошовою премією.
- — У 1985 р. — Колектив бібліотеки нагороджено за перемогу в Республіканському огляді роботи культурно-просвітницьких установ із військово-патріотичного виховання, присвяченого 40-річчю Перемоги у Другій світовій війні.
- — У 1987 р. — Колектив бібліотеки нагороджено почесною грамотою Міністерства культури УРСР і Українського республіканського комітету профспілок працівників культури за перемогу в республіканському огляді роботи культурно-просвітницьких і медичних закладів «За здоровий спосіб життя».